# Maarten van Heemskerck
Maarten van Heemskerck, geboren als Maerten van Veen (Heemskerk, 1498 - Haarlem, 1 oktober 1574), was een Nederlands kunstschilder en schilderde in de stijl van de renaissance.

## Levensloop
Van Heemskerck werd in een boerengezin geboren. Zijn vader was Jacob Willemsz van Veen en zijn moeder heette Guurt. Hij had twee zusters, Neeltje en Gerritje, en één broer, Willem Jacobsz . Maarten was voorbestemd om later de boerderij van zijn vader over te nemen, maar dat wilde hij niet. Van Heemskerck had een groot talent voor tekenen en kwam tot de ontdekking dat hij ook kon schilderen.

### leerjongen
In 1510 ging hij in de leer bij de Haarlemse schilder Cornelis Willemsz., die enige malen bestuurslid en deken van het Sint-Lucasgilde in Haarlem was. Hij moet daar Jan van Scorel als medeleerling hebben meegemaakt. :pp. 28-47
Ook moet Maarten de schilder Jan Mostaert hebben gekend, die naast Cornelis Willemsz woonde op de Oude Gracht en waarvan in die tijd verscheidene werken in de Bavo kathedraal gehangen hebben. 
In ieder geval kende Van Heemskerck het schilderij man van smarten (ca. 1510 - 1525) van Mostaert gezien de overeenkomst met de Ecce Homo (1532) van  Van Heemskerck, waarin eveneens een bordje met de tekst EXE REX VESTER: zie uw koning is overgenomen.:pp. 28-47

### teruggeroepen
Maar zijn vader haalde hem terug; met grote tegenzin moest Van Heemskerck de kost weer thuis verdienen. Op een dag moest hij de koeien melken en op de terugweg had hij een emmer vol melk op zijn hoofd. Hij liep tegen een boomtak aan en de melk ging verloren. Zijn vader was razend; Van Heemskerck vluchtte het huis uit en sliep in een hooiberg. De volgende dag stuurde zijn moeder hem met een knapzak en geld op weg om een studie te gaan volgen. 

### Delft
Hij liep van Haarlem rechtstreeks naar Delft waar hij in de leer ging bij Jan Lucasz
Gedurende de jaren zal Maarten van Heemskerck bij Jan Lucasz opgeklommen zijn van leerjongen tot assistent, die voor zijn werk betaald werd. Bij een brand in 1536, die twee derde van Delft in de as legde, zullen veel schilderijen vernietigd zijn; dit is een mogelijke oorzaak dat er over deze periode zo weinig schilderijen bestaan.:pp. 28-47

### Haarlem
Waarschijnlijk is hij in 1527 uit Delft vertrokken en is assistent geworden bij Jan van Scorel in Haarlem, die zich daar in dat jaar gevestigd had.:pp. 28-47
Van Scorel was toen een van de belangrijkste meesters omdat hij zich een bijzondere, nieuwe manier van schilderen eigen gemaakt had in Italië: de renaissance had zijn intrede gedaan in de Nederlanden.
Dat Van Heemskerck veel geleerd heeft van Scorel kan men opmaken uit het feit dat de kenners soms niet kunnen uitmaken of een niet gesigneerd werk van Van Scorel of van Van Heemskerck is, zoals het geval is geweest bij de schilderijen Maria Magdalena en De rust tijdens de vlucht naar Egypte. Pas in de jaren zeventig is duidelijk geworden dat het eerst genoemde werk van Van Scorel is en het tweede van Van Heemskerck.
Ook een aantal religieuze schilderijen, zoals de Calvarieberg, de Madonna met Christuskind in een landschap, de (grote) Bewening, een aantal portretten en nog meer schilderijen zijn later aan Van Heemskerck toegeschreven. Uit onderzoeken in de jaren zeventig trekt men de conclusie dat Heemskerck technieken toepaste die hij bij Jacob Cornelisz had geleerd, die Scorel niet beheerste.:pp. 48-67

#### beroepsportret

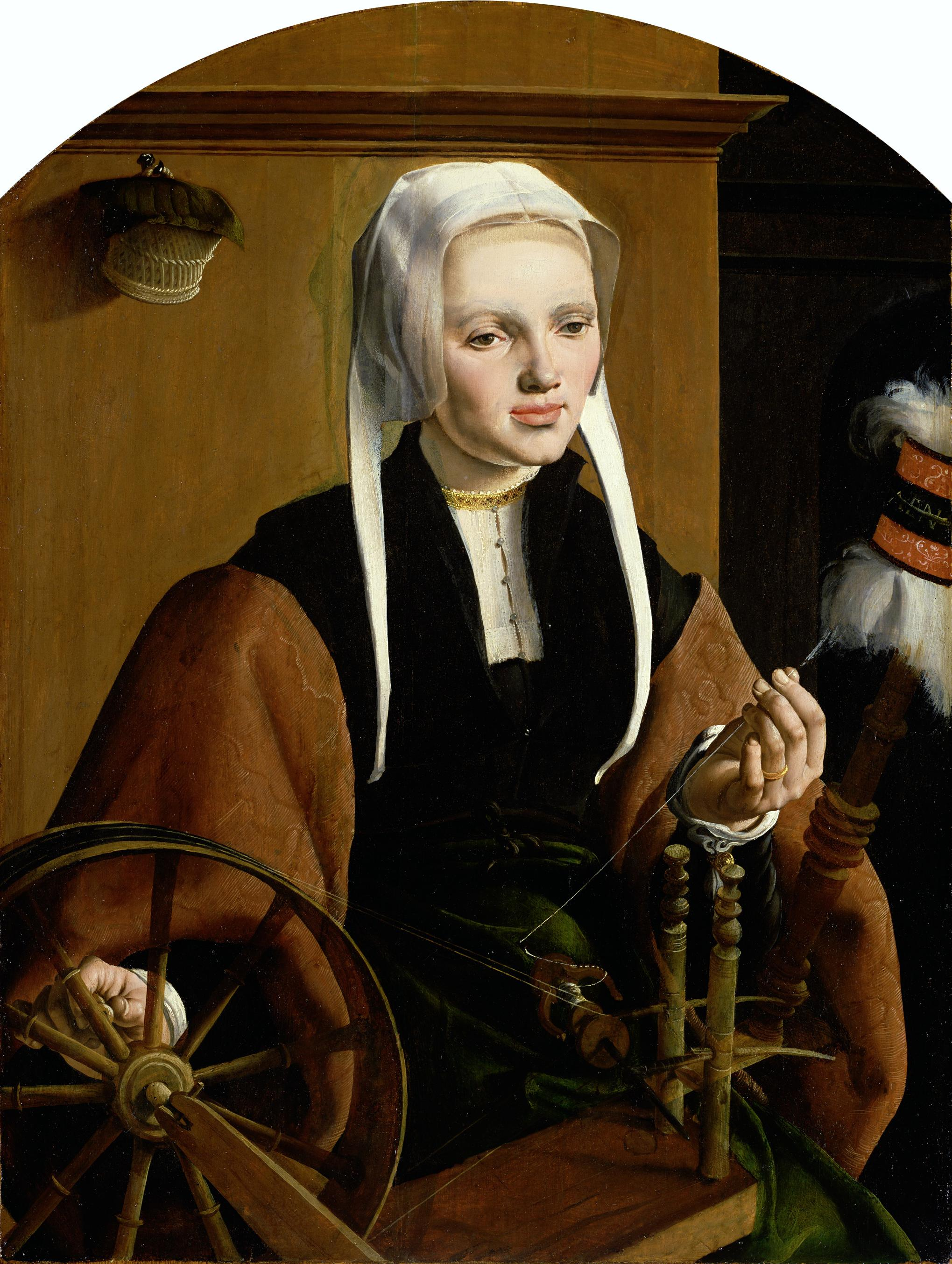
Portret van een vrouw, voorheen geïdentificeerd als Anna Codde, echtgenote van Pieter Bicker
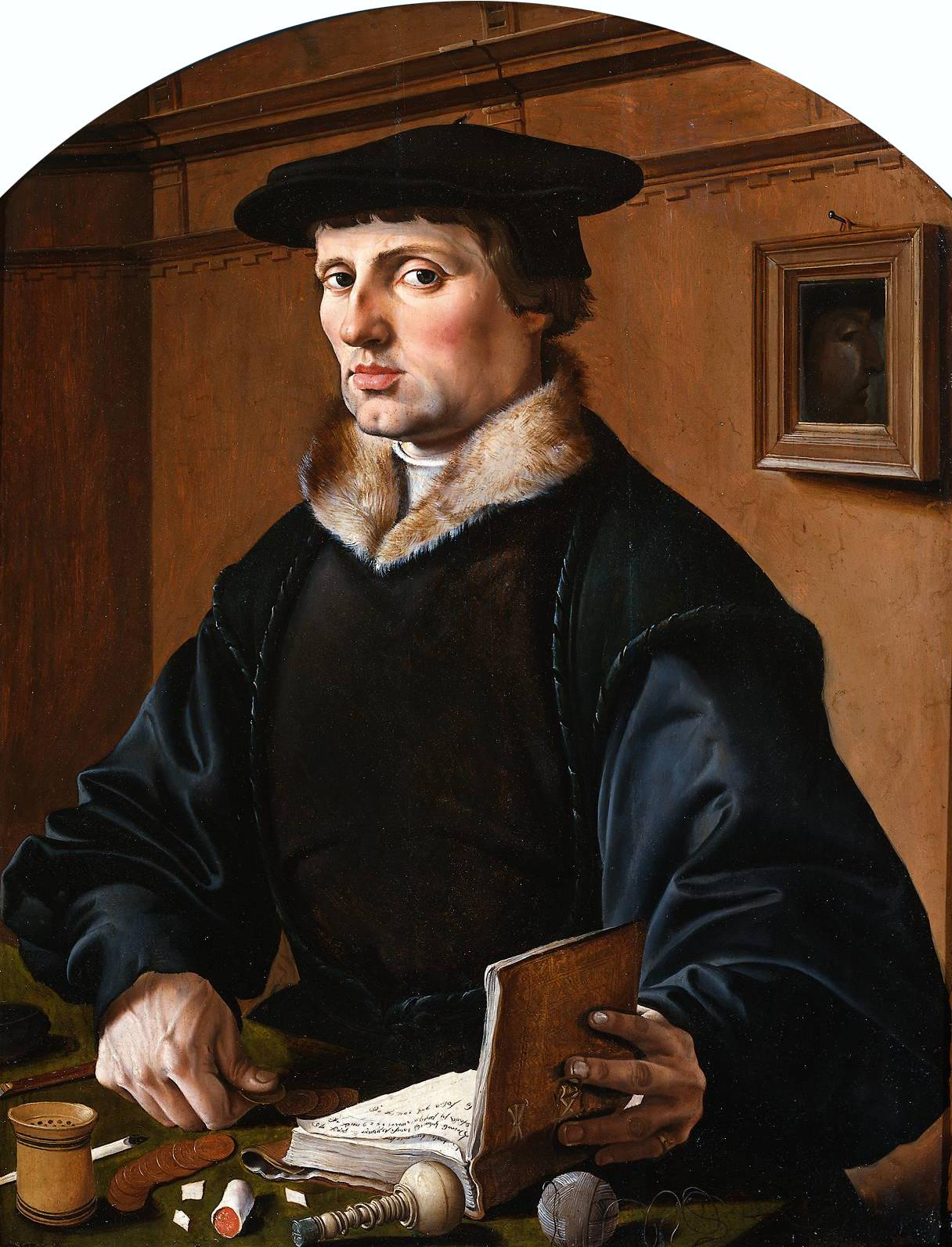
Portret van een man, voorheen geïdentificeerd als Pieter Gerritz. Bicker, muntmeester en schepen van Amsterdam

In 1529 schilderde Van Heemskerck het eerste beroepsportret van Noord-Nederland. Waarschijnlijk is dit Hubert Pietersz.  De man is een koopman, die in zijn kantoor geld zit te tellen en zijn kasboek bijhoudt. Verder is de koopman te herkennen aan zijn overige attributen: lakstempel, rode zegellak, inktpot, ganzenpen, mesje, doosje met strooizand, rolletje touw. Sommige onderdelen op het portret zijn met grote precisie weergegeven, onder andere: de baardstoppels, het kuiltje in de kin, het bont van de kraag, de aderen op de rechterhand.
Naast de vrouw staat een spinnewiel, zoals dat eeuwenlang in gebruik is geweest. Het spinnewiel kent geen enkele versiering. Waarschijnlijk is dit Trijn Jacobsdr. 
In 1542 woonden Hubert Pietersz en Trijn Jacobsdr in de Kalverstraat in Amsterdam.

### zelfstandig schilder

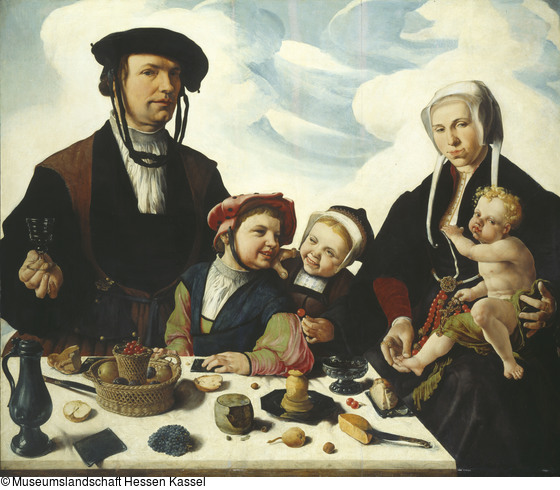
Pieter Jan Foppesz. en Alijdt van Beresteyn met hun kinderen, 1530, Museumslandschaft Hessen Kassel, Gemäldegalerie Alte Meister

In 1530 meldde Van Heemskerck zich aan bij het Sint-Lucasgilde in Haarlem, vestigde zich daar als een zelfstandig meester, aangezien hij zijn werken vanaf dat moment dateerde en signeerde. Hij ging wonen in huize De Vlies in de Damstraat bij Pieter Jan Foppesz., een rijke Haarlemmer die schepen en kerkmeester was van de Sint-Bavo. Maarten kende hem omdat Foppesz. grootgrondbezitter was in Heemskerk.

### afscheidscadeau aan het gilde
In 1532 maakte Van Heemskerck de panelen De heilige Lucas schildert de Madonna als afscheidsgeschenk vlak voordat hij naar Rome zou vertrekken.  Het ene paneel toont Maria met kind en een engel die haar bijlicht en het andere paneel toont de heilige Lucas, die de Madonna schildert, bijgestaan door een dichter met lauwerkrans, die, volgens Karel van Mander, de gelaatstrekken van de schilder zelf zou hebben.

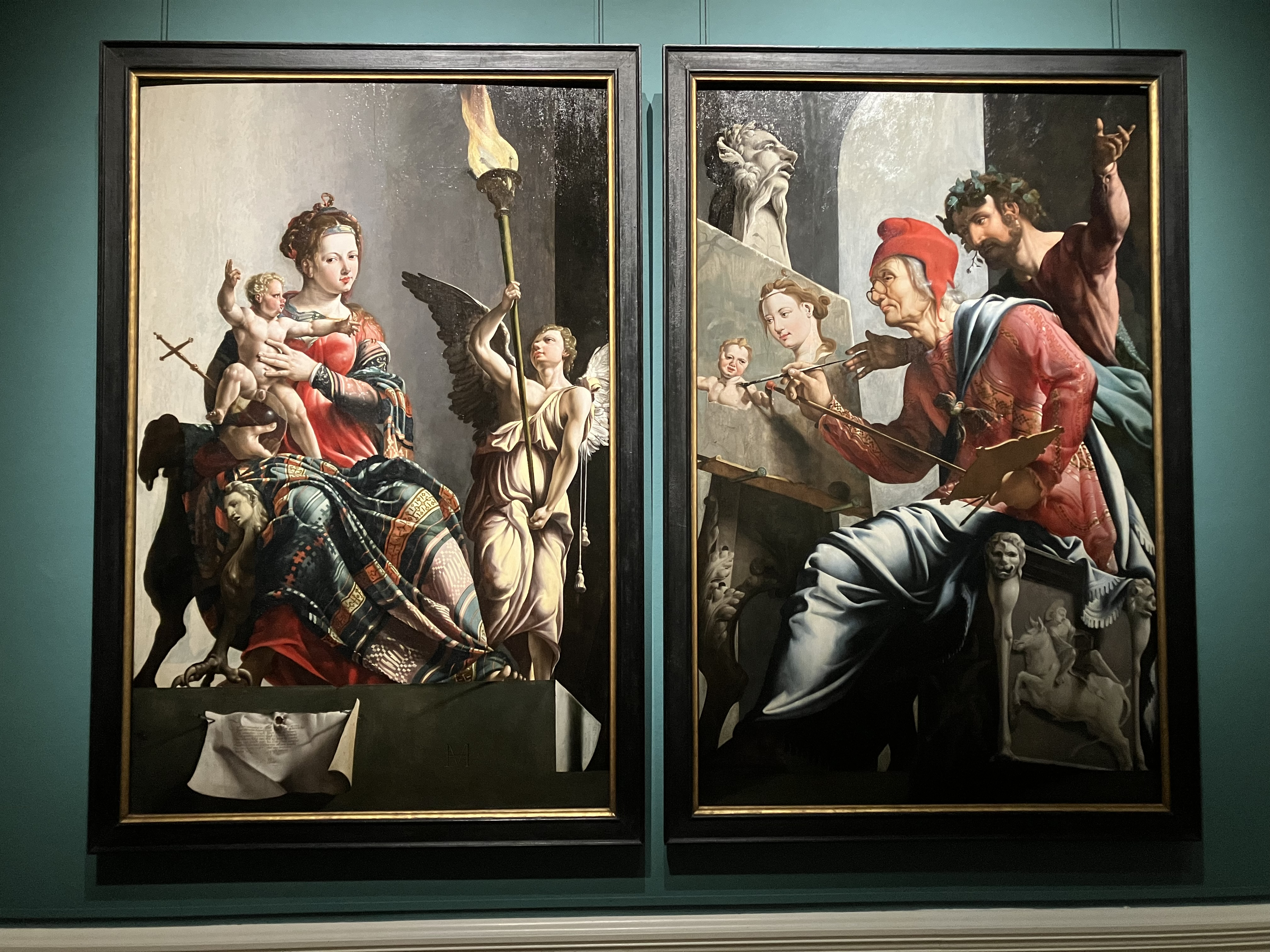
De heilige Lucas schildert de Madonna

Op het linker paneel lijkt een perkament met spijkers te zijn bevestigd  waarop te lezen staat:

Tot een Memory is dese Tafel ghegheven
/ Van Marten Hemskerck, die't heeft ghewracht,
/ Ter eeren S. Lucas heeft hy't bedreven,
/ Dus ghemeen ghesellen heeft hy mede bedacht.
/ Wy moghen hem dancken, by daghe, by nacht,
/ Van zijn milde gifte, die hier staet present:
/ Dus willen wy bidden, met al onse macht,
/ Dat Gods gratie hem wil zijn ontrent, 
/ Anno Duyst Vc. XXXII. ist volent.
/ Den 23. Mey.
— Schilder-boeck, Karel van Mander

Beide panelen zijn reeds kort nadat Maarten van Heemskerk is overleden, met een tussenlat en een extra bovenplank, aan elkaar gemaakt, dus ook al in de tijd dat Karel van Mander het schilderij kon zien en beschrijven. Tijdens de restauratie, die vanaf 2020 bijna 4 jaren in beslag nam, bleek dat het geheel niet uit één paneel bestond, maar uit twee delen, die dicht naast elkaar gehangen moeten hebben. Tijdens de restauratie zijn tevens de overschilderingen, in het linkerpaneel rechts boven de madonna en in het rechter paneel links boven de dichter, ongedaan gemaakt.

### Rome

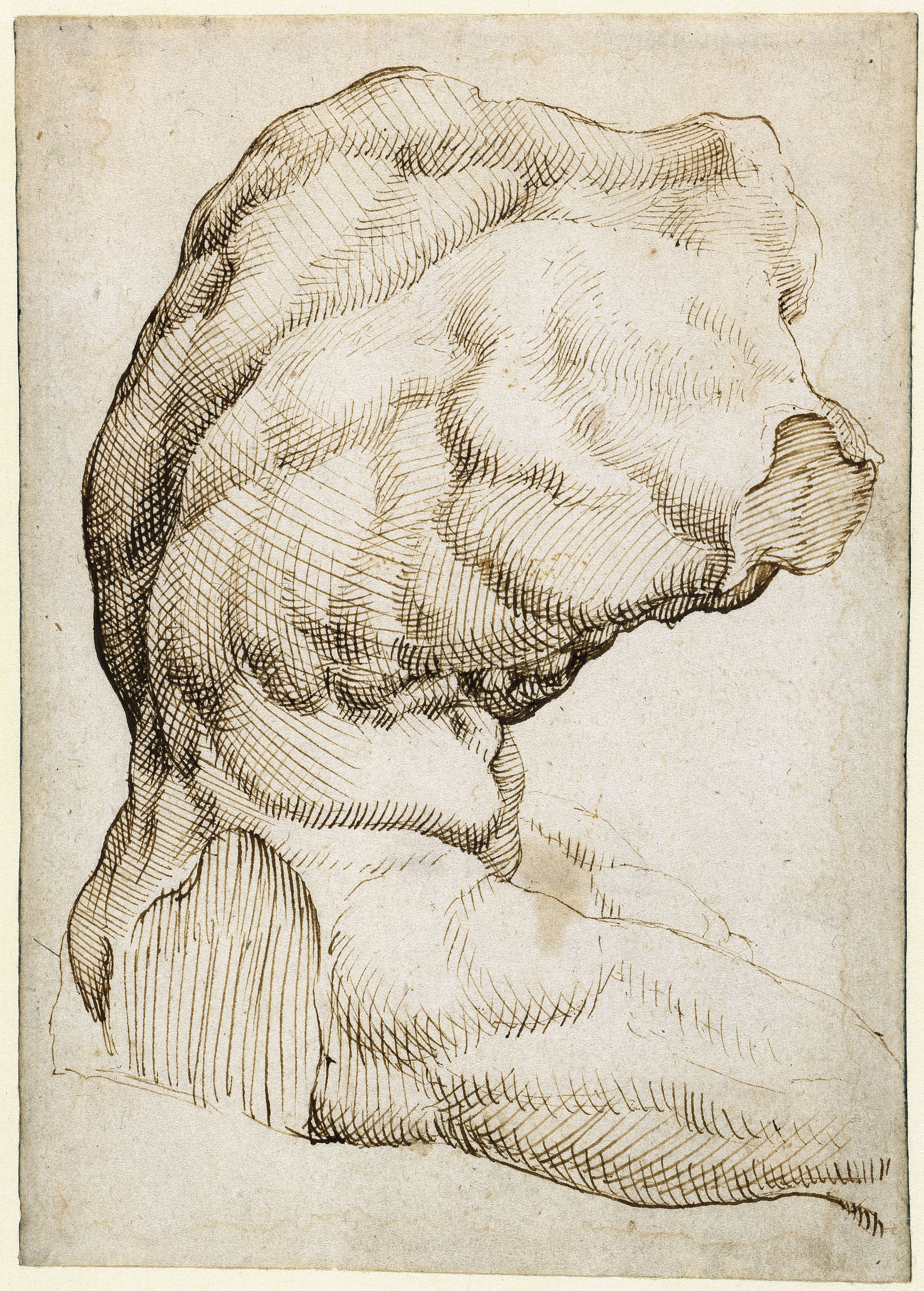
Belvedère torso, 1532-1536, Kupferstichkabinett Berlin

Na mei 1532 vertrok Van Heemskerck, waarschijnlijk in het gezelschap van kooplieden, naar Rome om daar de klassieke kunst en het werk van de eigentijdse meesters te bestuderen. Men neemt aan dat hij met de Tassispost (postkoets) via Parijs en Lyon de toen gebruikelijke route naar Italië gereisd is. Paarden werden gewisseld bij herbergen, die tevens in het bezit waren van de familie De Tassis. In zuid Frankrijk of noord Italië kan hij per schip naar Rome vertrokken zjjn waar hij begin juli 1532 aankwam.
Aangenomen is dat Van Heemskerck een aanbevelingsbrief had van Jan vanScorel, die al eedeer in Rome was geweest, voor kardinaal Willem van Enckevoirt, vertrouweling van Paus Adrianus VI kardinaal priester van de 'huiskerk' van de Nederlanders: de Santa Maria dell'Anima, die hij door Michiel Coxcie had laten beschilderen. Coxcie was een van de weinigen in die tijd die het fresco schilderen beheerste.
Aangezien Van Enckevoirt niet bekend stond al kunstliefhebber of mecenas, werd Van Heemkerck al snel verwezen naar kardinaal Andea della Valle, die een bevlogen kunstliefhebber was, en waar hij onderdak kon krijgen. Van Heemskerck maakte vele tekeningen en schetsen van de kunstwerken, die hij in de palazzi van de kardinaal en bijbehorende tuinen kon bewonderen.
Hij was al snel succesvol en werd door de schilder Giorgio Vasari in zijn schildersboek genoemd als een bekwaam schilder van figuren en landschappen. Toen hij Vasari ontmoette was hij bezig met een studieproject, waarin hij beeldhouwwerken en fresco's van Michelangelo
 (o.a. in de Sixtijnse kapel) en Rafaël, natekende. Hun belangstelling ging vooral uit naar de anatomie van het naakte lichaam dat voor hen volstrekt nieuw was. Ook maakte hij tekeningen van de vele ruïnes in Rome, waarvan één van het Forum Romanum.
69 bladen van de schetsboeken die Van Heemskerck gebruikte worden bewaard in het Kupferstichkabinett in Berlijn, terwijl 3 bladen te zien zijn in resp. Hamburg, Windsor Castle en Amsterdam.
Maarten maakte in Rome ook een aantal schilderijen. Hij was zó geliefd dat er zelfs schilderijen en tekeningen in zijn appartement zijn gestolen. Kort daarna (na september 1536) besloot hij terug te reizen naar zijn vaderland.
Terug in Dordrecht kreeg hij, tot zijn geluk, meteen aansluiting op een schip richting Haarlem. Dat redde hem zijn leven; hij was in Rome uitgenodigd om de nacht door te brengen in een herberg. Later bleek de herberg een 'Moortkuyl' (Van Mander) te zijn waar rijke kunstenaars van hun geld werden beroofd en vermoord.

### terug in de Nederlanden
In 1536 keerde Van Heemskerck terug naar de Nederlanden. In 1537 tekende hij een contract voor het schilderen van de zijluiken bij een altaarstuk, De Calvarieberg, voor de Oude Kerk in Amsterdam. De volgende jaren was Van Heemskerck een veelgevraagd kunstenaar. Hij beperkte zich niet alleen tot schilderen en tekenen, ook maakte hij tapijtontwerpen en ontwierp hij glas-in-loodramen voor de Karmelietenkerk in Haarlem.
Maarten Van Heemskerck gaf na 1540, als eerste in het Noorden, beroepsgraveurs opdracht van zijn prenten in etsen  te maken, zoals hij in Italië gezien had. Zo kreeg hij tijd vrij om zich zelf aan het schilderwerk te wijden. Van Maarten zijn een paar 100 ontwerptekeningen bewaard gebleven.
Van 1540 tot 1543 werkt hij aan het altaarstuk voor de Grote of Sint-Laurenskerk in Alkmaar. Het is uitgeklapt zes bij acht meter groot en daarmee het grootste dat ooit in de Nederlanden werd gemaakt. Details van het lijdensverhaal zijn op het altaarstuk afgebeeld, zoals het op het hoofd van Christus plaatsen van een kroon van doorntakken, het tonen van Christus door Pontius Pilatus aan de menigte, de kruisiging en de wederopstanding. De buitenkant van de zijluiken bevatten onderdelen van het leven van de patroonheilige van de kerk, de Heilige Laurentius, die geroosterd wordt op een vuur en aan de armen de kerkschatten uitdeelt die de keizer voor zichzelf had opgeëist. Na de Reformatie wordt het Laurentius-altaarstuk verkocht en komt het via de Zweedse koning uiteindelijk terecht in de Lutherse domkerk van Linköping, waar het nog steeds hangt. In april 2018 kwamen de zijluiken van het altaarstuk voor een half jaar terug in de Sint-Laurenskerk tijdens een jubileumexpositie ter gelegenheid van het 500 jaar bestaan van het kerkgebouw.
Van Heemskerck trouwde rond 1540 met de Haarlemse Marie Jacobs Coningsdochter, maar zij stierf anderhalf jaar later in het kraambed. Ook het kind overleefde de bevalling niet en Van Heemskerck is kinderloos gebleven. Wel trouwde hij kort daarop met de rijke Martytgen Gerritsdochter. Zij leefden toen in een groot huis aan het Donkere Spaarne.
Maarten van Heemskerck is lid geweest van een rederijkersgezelschap, wat betekent dat hij uiteindelijk behoorde tot de welgestelde burgers. In 1530 werd hij lid van het Haarlemse Sint-Lucasgilde. Daar heeft hij hoge functies bekleed; zo was hij van 1550 tot 1552 keurmeester, en de daaropvolgende twee jaar stond hij aan het hoofd van het gilde. Ten slotte werd hij in 1553 kerkmeester van de Sint-Bavo, een functie die hij tot zijn dood, 21 jaar later, vervulde. In 1570 liet hij de obelisk van Heemskerk oprichten als grafmonument voor zijn vader.
Al met al kan men zeggen dat hij een bijzonder vooraanstaand schilder was en een rijk en vermogend man. Zo staat hij in 1573 op een lijst van personen die de stad Haarlem geld lenen om de Spanjaarden af te kopen.
In zijn leven had hij veel goede privécontacten met vooraanstaande burgers, zoals met Jan van Zuren (advocaat en burgemeester van Haarlem), met twee broers van Van Zuren, waarvan er een na Van Heemskercks dood trouwde met diens vrouw, met de familie Van Beresteyns, met de humanist Dirck Volkertsz. Coornhert, met Hadrianus Junius (stadsarts van Haarlem en rector van de Latijnse school), met de beroemde Alkmaarse arts Pieter van Foreest en met Cornelis Musius, dichter en prior van het Agathaklooster te Delft.
Maarten van Heemskerck is geboren als Maarten van Veen. Hij veranderde zijn naam omdat hij graag wilde dat zijn geboortedorp (toen zo’n 600 inwoners, nu 39.000) op de kaart kwam te staan.

## tentoonstelling
Van 28 september 2024 - 19 januari 2025 vond, 450 jaar na zijn overlijden, de eerste tentoonstelling in Nederland plaats van zijn werken met de titel Maarten van Heemskerck 1498-1574. Deze tentoonstelling was georganiseerd in 3 musea tegelijkertijd, elk met zijn eigen ondertitel:
- Frans Hals Museum: met ondertitel: vernieuwer met lef met werken van voor zijn reis naar Rome
- Stedelijk Museum Alkmaar: met ondertitel: naar Rome met werken uit zijn tijd in Rome en daarna
- Teylers Museum: met ondertitel: pionier op papier met werken op papier, voornamelijk etsen, die Maarten van Heemskerck zelf vervaardigd heeft en waarvoor hij opdracht heeft gegeven aan andere etsers

De tentoonstellingen trokken minstens 75.000 bezoekers.
Voorafgaand aan de tentoonstelling in 2024-2025 in het Frans Hals museum in Haarlem is het schilderij De Heilige Lucas schildert de Madonna gedurende de jaren 2020-2024 grondig gerestaureerd. Tijdens de restauratie bleek dat het schilderij, zoals het vanaf het overlijden van Maarten van Heemskerck eruitzag, bestond uit twee panelen, die via een latje aan elkaar vastgemaakt waren. Men heeft besloten de twee delen te splitsen en dusdanig naast elkaar te hangen dat het één geheel lijkt.

## schilderijen

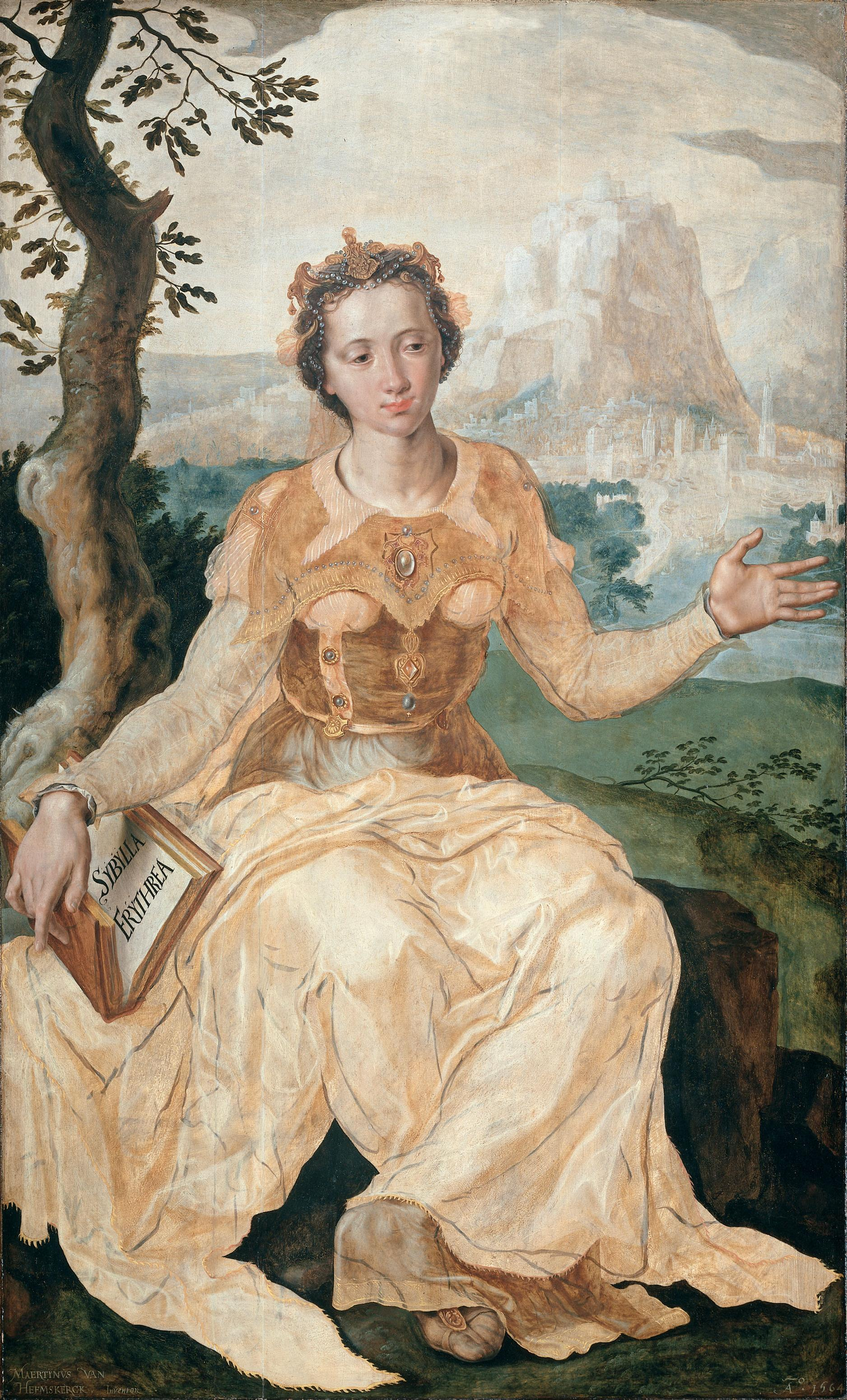
De sibylle Erythraea
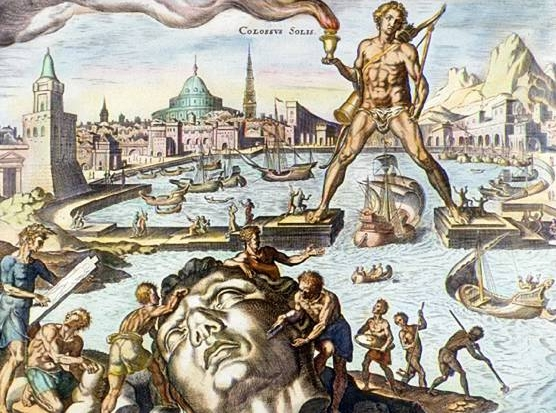
Kolos van Rodos in de Courtauld Gallery te Londen

## Openbare collecties (selectie)
- Rijksmuseum Amsterdam
- Frans Hals Museum (Haarlem)

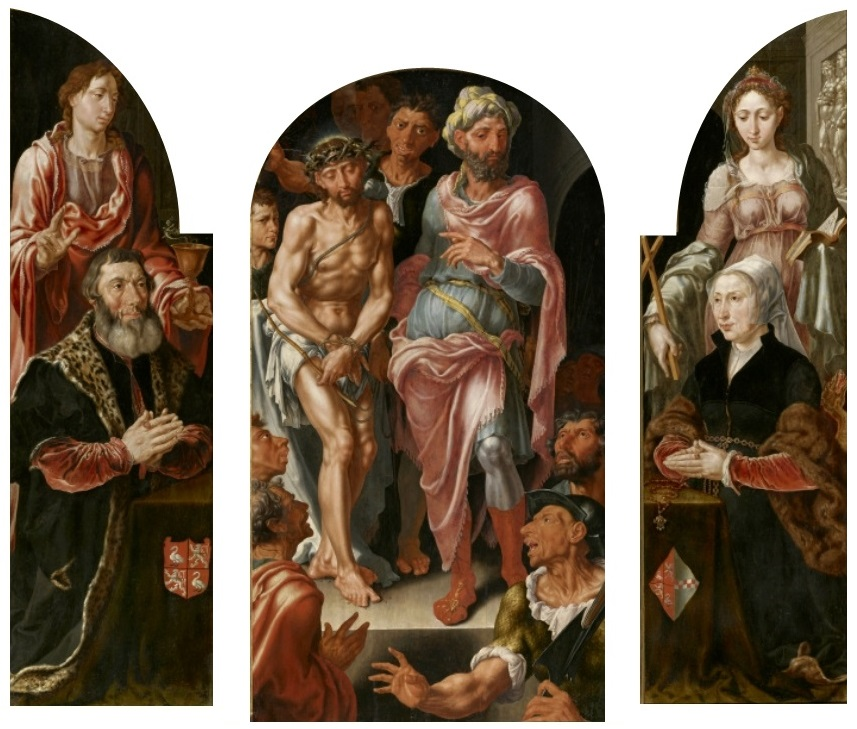
Ecce Homo, drieluik (Muzeum Narodowe w Warszawie)

- Museum Boijmans Van Beuningen (Rotterdam)
- Stedelijk Museum Alkmaar
- Museum voor Schone Kunsten (Gent)
- Hermitage (St. Petersburg)

- Auckland Art Gallery Toi o Tāmaki: 518
- Biblioteca Nacional de España: XX966380
- Bibliothèque nationale de France: cb149613833 (data)
- Biografisch Portaal: 02499540
- CiNii: DA06671916
- Digitale Bibliotheek voor de Nederlandse Letteren: heem004
- Stuttgart Database of Scientific Illustrators 1450–1950: 865
- Gemeinsame Normdatei: 118547658
- International Standard Name Identifier: 0000 0001 2142 8602
- KulturNav: 65f2cf16-b1e8-44b6-98e6-73ecc3a0ffde
- Library of Congress Control Number: n50059018
- Nationale Bibliotheek van Tsjechië: ola2002153937
- Nationale Bibliotheek van Israël: 987007262549205171
- Nederlandse Thesaurus van Auteursnamen: 068684096
- RKD-Nederlands Instituut voor Kunstgeschiedenis: 36851
- SNAC: w6mp959t
- Système universitaire de documentation: 027398323
- Museum of New Zealand Te Papa Tongarewa: 6595
- Union List of Artist Names: 500124291
- Virtual International Authority File: 88717459
- WorldCat: E39PBJvMBW6xCtkDjKvWCvx4bd